# Drosophila nigrasplendens
Drosophila nigrasplendens är en tvåvingeart som beskrevs av Pipkin 1964. Drosophila nigrasplendens ingår i släktet Drosophila och familjen daggflugor.
Artens utbredningsområde är Panama.